# Temple de Júpiter (Baalbek)
El temple de Júpiter va ser un colossal temple romà dedicat al culte de Júpiter, l'equivalent romà del déu grec Zeus. Estava situat a l'antiga ciutat romana de Heliòpolis de Síria, avui Baalbek, a 86 quilòmetres a l'est de Beirut, al Líban. Era l'edifici principal d'un enorme santuari o complex format per diversos temples romans distribuïts entorn d'un gran pati. És considerat com un dels edificis de majors dimensions dedicats a Júpiter de l'Imperi Romà. Només resten en peu sis columnes del costat sud.
El 1984, tot el complex de Baalbek va ser declarat Patrimoni de la Humanitat, inclòs el temple de Júpiter.

## Història
Els orígens de Baalbek es remunten a un santuari fenici dedicat a Baal, el déu de la tempesta, que era venerat en aquest indret. Més tard assiris, perses, grecs i romans van construir els seus temples en aquest complex sagrat. Així, l'edifici va patir successives reconstruccions, al mateix temps que el déu adorat passava a anomenar-se Hadad, Hèlios, Zeus i Júpiter. Es creu que la plataforma sobre la qual s'assenta el complex va ser ordenada construir per mandataris ptolemaics, que van governar la vall de la Bekaa el segle iii aC. A partir de l'època dels selèucides la ciutat es va anomenar Heliòpolis o Ciutat del Sol, esdevenint una colònia romana a partir d'August.
Durant l'època romana, la reconstrucció de l'edifici va ser iniciada durant el mandat de Juli Cèsar, continuada per August i finalitzada en temps de Neró. En total, va trigar tres segles en ser acabat, convertint-se en el major temple pagà dedicat a Júpiter de tot l'Imperi Romà. Durant aquesta època el santuari atreia a milers de pelegrins, que adoraven a l'anomenada Tríada d'Heliòpolis, un culte d'origen fenici formada per Júpiter, Venus i Mercuri.
Els diferents emperadors de la dinastia Júlio-Clàudia van anar enriquint el santuari posteriorment. A mitjan segle i, Neró va construir la torre-altar en el costat oposat del temple. A principis del segle ii, Trajà va afegir el pati hexagonal, amb columnes de granit rosa transportades amb vaixell des d'Assuan, en l'extrem sud d'Egipte.

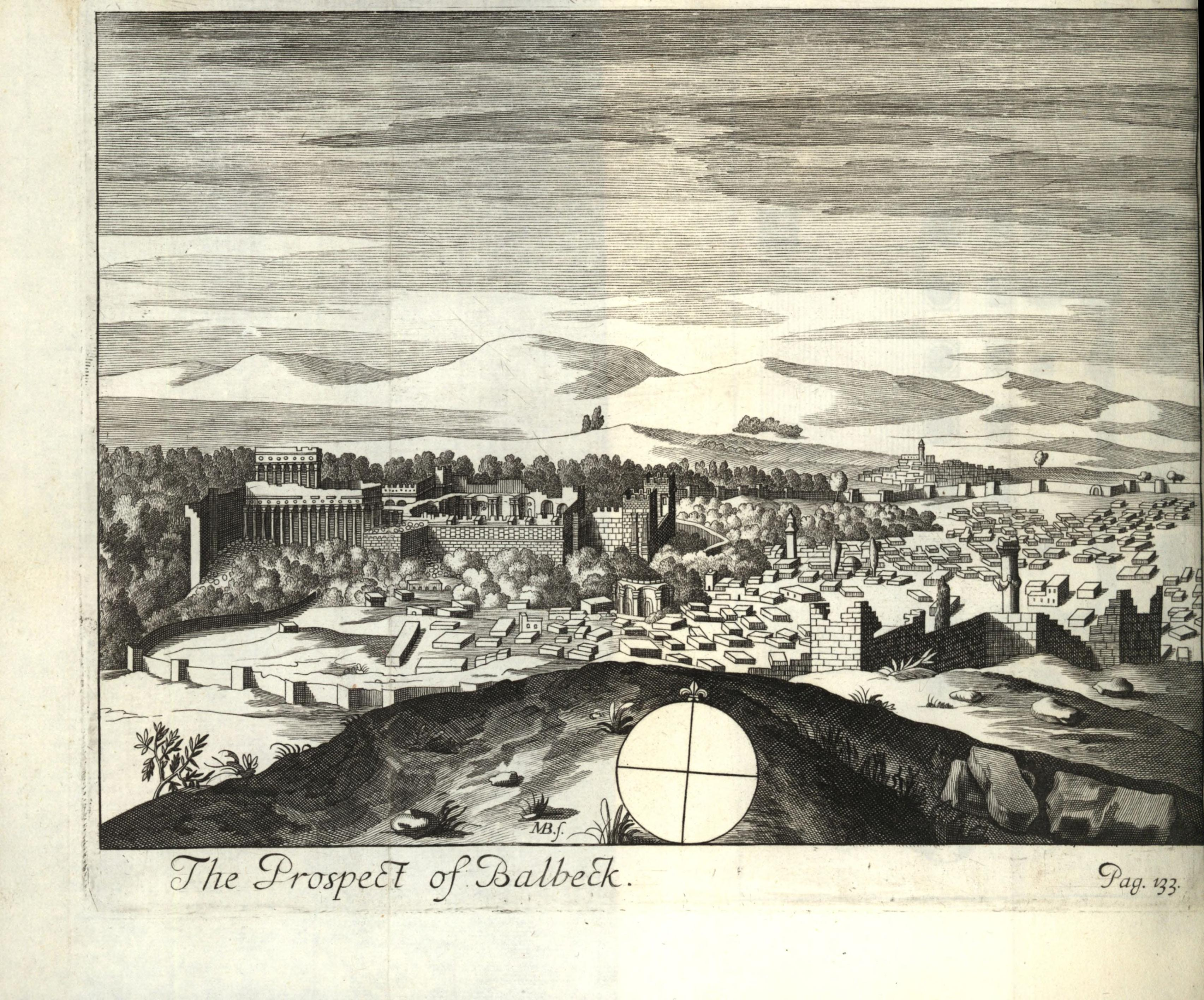
Vista de Baalbek des del nord. Henry Maundrell, A Journey from Aleppo to Jerusalem at Easter, 1697, p. 133

En temps de l'Imperi Romà d'Orient el complex va ser conegut també com el Trílit, per les tres enormes roques col·locades en els seus fonaments. El conjunt del temple, el pati hexagonal i el gran pati va rebre també el nom de Gran temple. Sota mandat de Teodosi I, l'edifici va ser destruït i saquejat per utilitzar la pedra com a material de construcció. Durant el regnat de Justinià, es van transportar a Constantinoble (Istanbul) vuit columnes per ser reutilitzades a Santa Sofia. Segons Zacaries de Mitilene, cap a l'any 524 o 525 el temple es va convertir en una església dedicada a la Mare de Déu.
Després de la conquesta àrab el 637, el santuari es va transformar en una ciutadella fortificada i es va construir una gran mesquita en estil omeia, avui en ruïnes. L'església va ser abandonada i posteriorment desmantellada en l'època de les Croades, quan el gran complex va ser convertit en una fortalesa. Avui dia encara es diu Qalaa, «El fort».

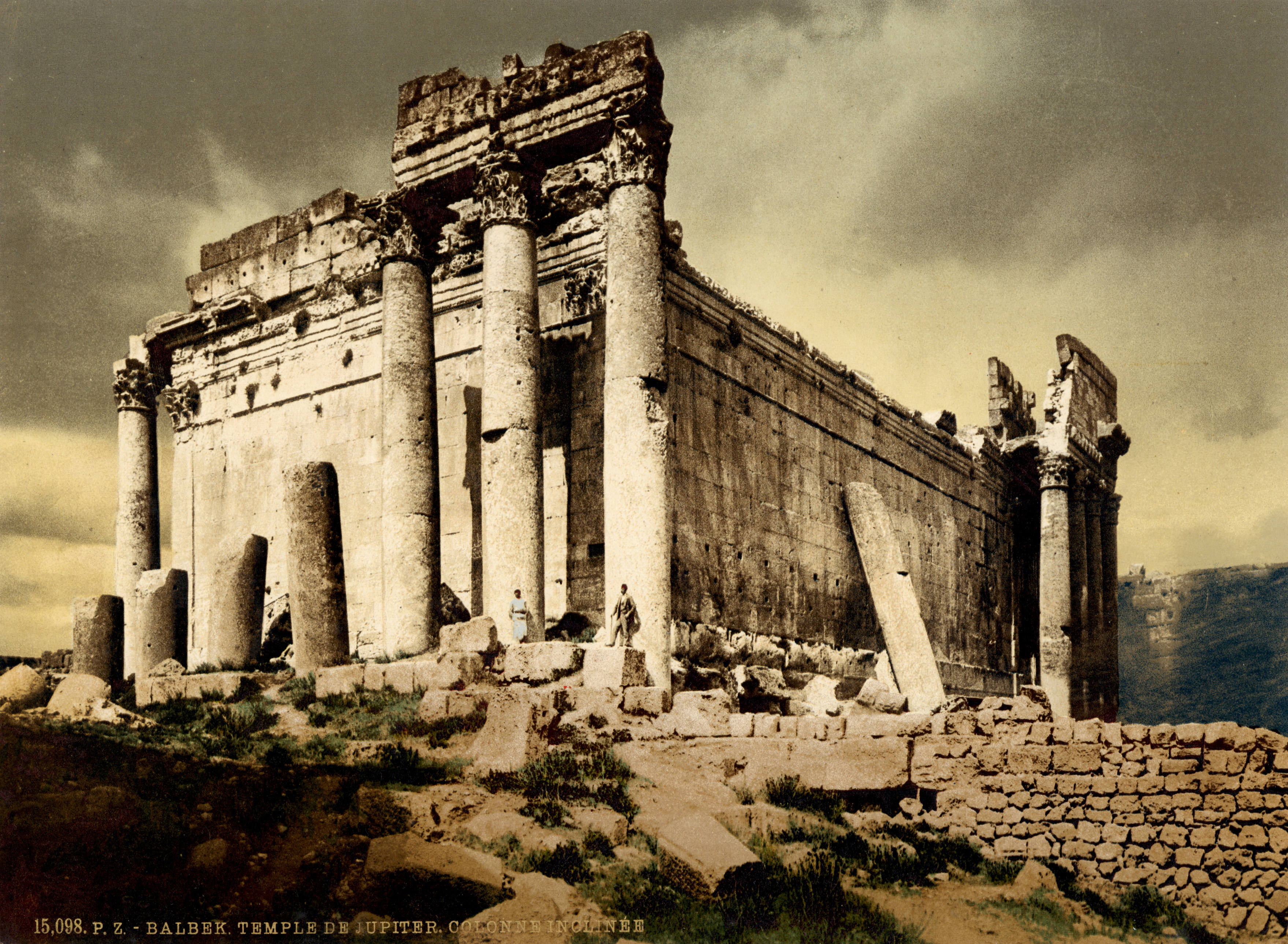
Imatge del temple de Júpiter de 1895. Detroit Publishing Co. Collection, Biblioteca del Congrés dels Estats Units.

La zona va patir diversos terratrèmols en diferents èpoques, sent els més devastadors els dels anys 1158, 1203, 1667 i especialment el de 1759, que va deixar la ciutat en ruïnes. Tres de les columnes es van desplomar a la fi del segle xviii. Les primeres excavacions a la zona es van iniciar cap el 1900. El 1922, una expedició arqueològica francesa va començar els treballs de recerca i restauració dels temples, tasca que va ser continuada posteriorment per la Direcció general d'Antiguitats Libaneses.
Avui sis columnes amb el seu entaulament romanen en peus en el costat sud de l'edifici. Els capitells es mantenen gairebé intactes en l'ala sud, mentre que els vents d'hivern de la vall de la Bekaa han deixat la cara nord gairebé nua.

## Localització

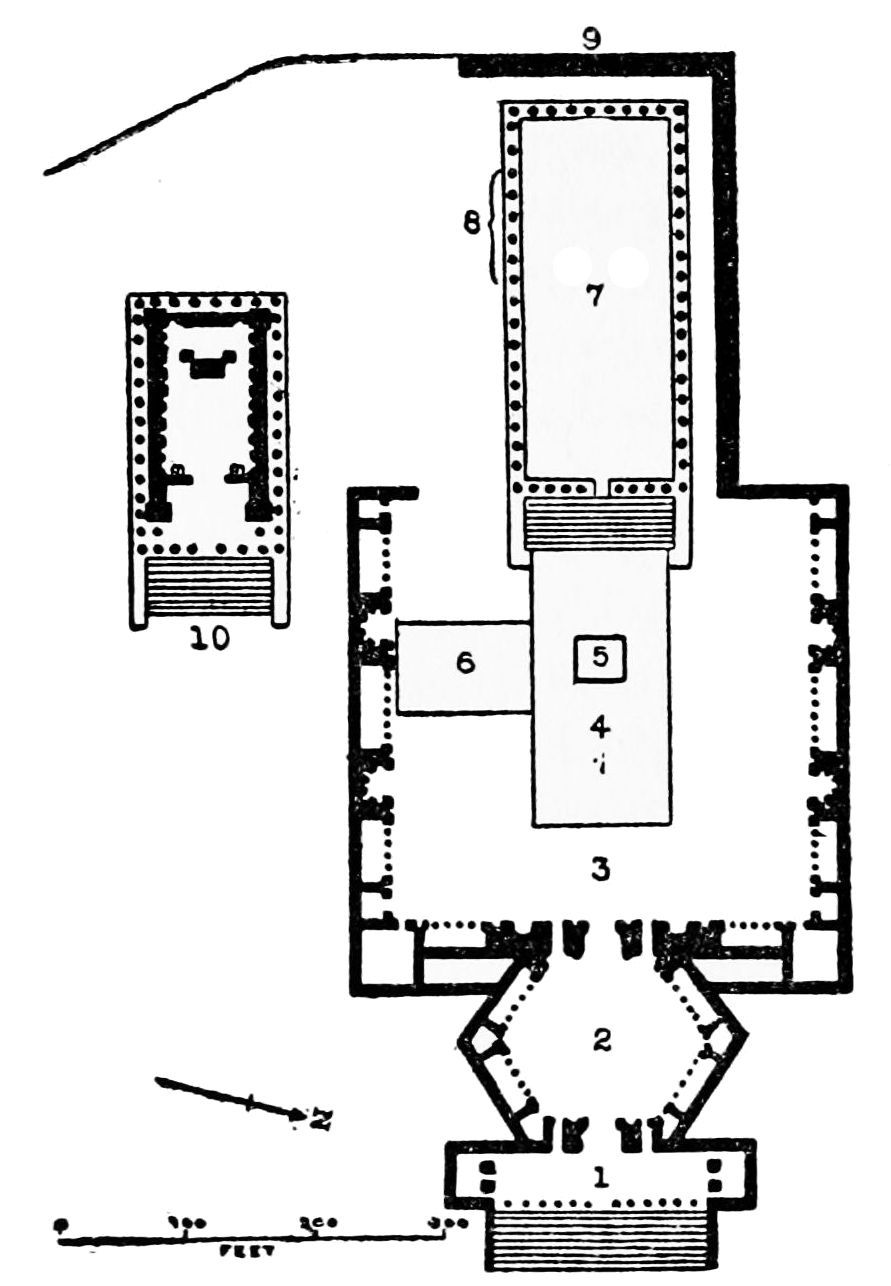
Esquema planimètric del complex de Baalbek. 1-Propileu; 2-Pati hexagonal; 3-Pati de l'altar; 4-Basílica de Constantí; 5-Gran altar; 6-Banys romans d'Orient; 7-Temple de Júpiter-Baal; 8-Les sis columnes que romanen en peus; 9-Trilito; 10-Temple de Bacus

El temple de Júpiter estava situat en una àrea denominada «Santuari de Zeus heliopolità», en una muntanya d'uns 1100 metres d'altitud situada a la frontera est de l'Imperi Romà. La seva ubicació a la part alta del turó ajudava a que fos un dels més impressionants de Baalbek.  Aquest imponent complex estava format per diverses estructures disposades al voltant d'un enorme pati, sent les principals el temple de Júpiter a l'oest i el temple de Bacus al sud. Es pensa que l'elecció del lloc va ser deguda a la presència d'una gran pedrera situada a uns 900 metres de la zona.
Jean-Paul Rei-Coquais, orientalista i professor de la Universitat de Borgonya, va descriure l'àrea amb les següents paraules:
| « | «En un únic eix est-oest de gairebé 400 metres de longitud, el santuari de Júpiter Heliopolità reuneix uns monumentals propileus, un pati hexagonal, un gran pati rectangular i el propi temple, on l'ídol a adorar va ser entronitzat sota un baldaquí a la cel·la. El santuari ocupa el lloc d'un antic tel, ampliat artificialment mitjançant una gran obra de terraplenat i obra. A l'extrem oest, prop de la cantonada nord, els murs de contenció estan formats per tres colossals pedres quadrangulars denominades trílits, les dimensions són de 20 per 4.5 per 3.6 metres cadascuna. Una altra roca de mida encara més gran es va abandonar en el planter als peus del turó oest de la ciutat. Dues llargues galeries covades discorren d'est a oest i es corresponen a nivell de soterrani amb el peristil del pati central. Estan obertes en els seus extrems i unides per un altre corredor transversal. Algunes de les dovelles tenen inscripcions en llatí». | » |

El gran pati d'accés previ al temple tenia dos altars, un de petit destinat als sacrificis i una gran torre-altar on se celebraven els banquets rituals. També hi havia dos safaretjos per a les ablucions, empleades per als rituals de purificació, i altres dues columnes aïllades que s'usaven com betils. A la fi del segle ii es va afegir un propileu d'accés que donava encara major monumentalitat al conjunt.
Els arquitectes que van construir el conjunt eren probablement orientals, per aquest motiu no van utilitzar ni maó ni formigó, materials típics de les construccions romanes, sinó la pedra autòctona, més comunament empleada a Grècia i a l'Orient.

## Descripció

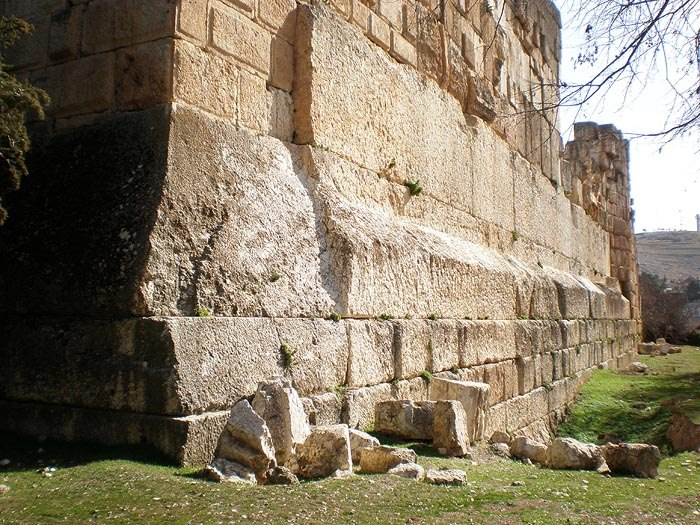
Detall del trílit de Baalbek.

El temple de Júpiter s'emplaçava en l'extrem oest del gran pati, amb l'accés situat en la seva cara est. S'assentava sobre una gegantesca plataforma de 88 metres de llarg, 48 metres d'ample i set metres d'alçada pel que fa al pati, al que s'accedia per una gran escalinata. Aquesta estructura està constituïda per colossals blocs de pedra. Els tres de major grandària constitueixen l'anomenat trílit, i pesen unes 750 tones cadascun. S'especula sobre la manera en què van ser transportats aquests enormes blocs, ja que les grues romanes de l'època no eren capaces d'elevar pedres tan pesades. Una hipòtesi apunta al fet que van poder ser traslladades des de la pedrera propera fent-les rodar per un pla inclinat de terra, construït temporalment, fins a la seva posició definitiva. Altres teories suggereixen l'ús d'una combinació de grues, o el desplaçament del bloc a poc a poc, movent alternativament cada costat i col·locant suports per sota a mesura que es desplaçava. En qualsevol dels casos, la forma de moure els blocs indicaria una tècnica constructiva pròpia de l'antic Egipte.

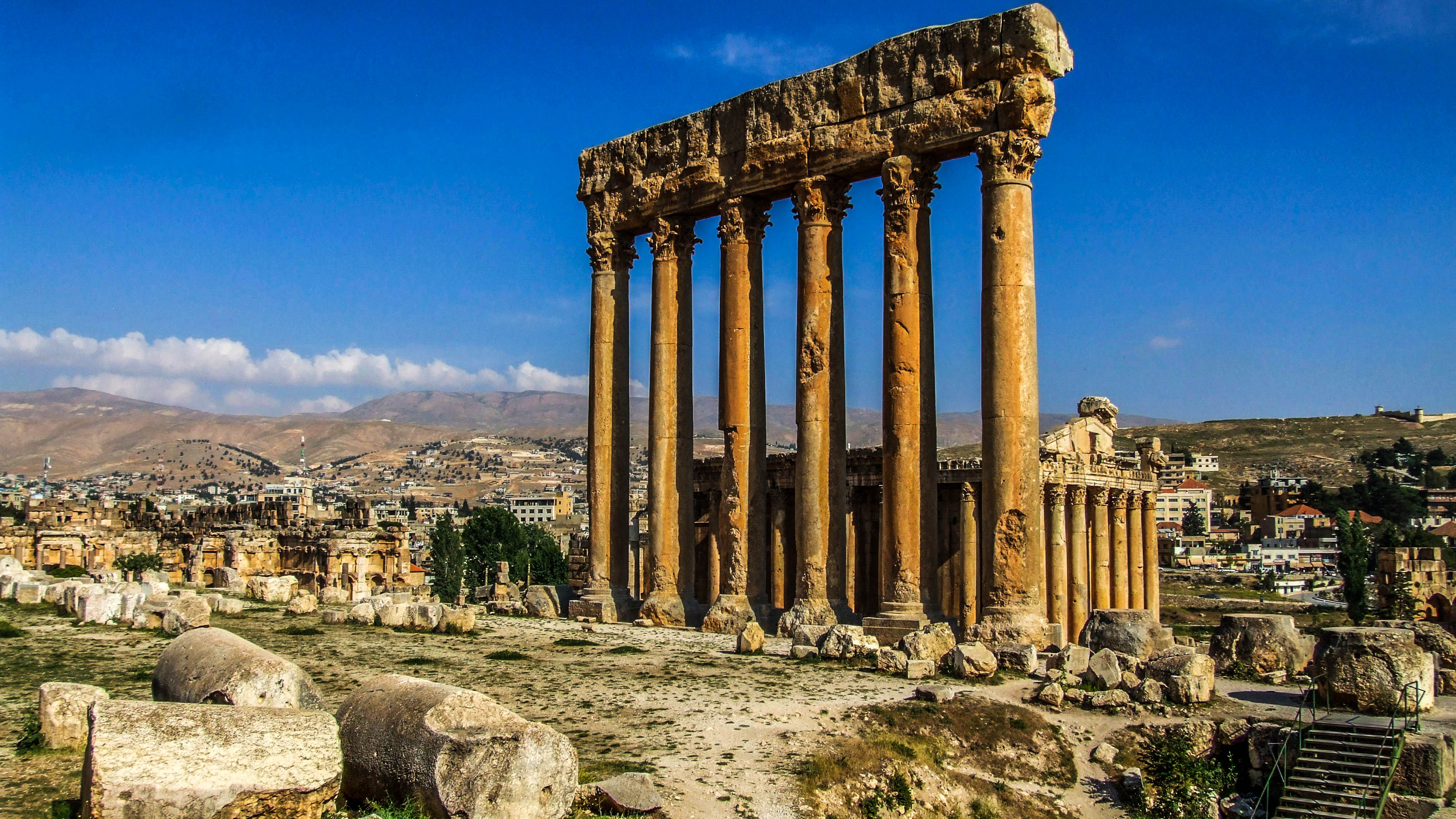
Vista de les sis columnes del temple de Júpiter, enfront del temple de Bacus a Baalbek

El temple era pseudoperípter, amb un ampli pteron o deambulatori. Estava envoltat per un peristil format per 54 columnes corínties sense canals, deu a cada cara i dinou a cada costat. Tenien una altura de 20 metres i un diàmetre de gairebé 2,5 metres, les majors del món clàssic. Darrere d'aquest peristil, una segona línia de columnes donava pas al prónaos, format per sis columnes en el seu front i dos en cada lateral. A continuació se situava la cel·la o naos, avui desapareguda a excepció d'algunes restes de paviment de ciment.
La majoria de les columnes estan disperses per terra en fragments, excepte sis d'elles, que encara romanen en peus unides per un entaulament. Els blocs de pedra de l'arquitrau i del fris pesen 60 tones cadascun, i la roca d'una cantonada unes 100 tones mètriques. La altura total de l'edifici és de 19 metres.
A l'interior de la nao, accessible únicament per als sacerdots, es custodiava l'estàtua de Júpiter Heliopolità. Segons el cronista Macrobi, va ser transportada des d'Egipte, estava feta d'or i mostrava al déu com un jove sense barba, «amb la mà dreta aixecada subjectant un fuet, com un auriga», mentre que amb la mà esquerra subjectava «un raig i unes espigues de gra». Per la comparació amb altres imatges del déu trobades en diversos segells i escultures es pensa que estava flanquejada per dos braus, símbol del déu Hadad, i que probablement portava en el pit una imatge del sol i de la lluna. El cap es cobria amb un barret amb forma de kalathos.

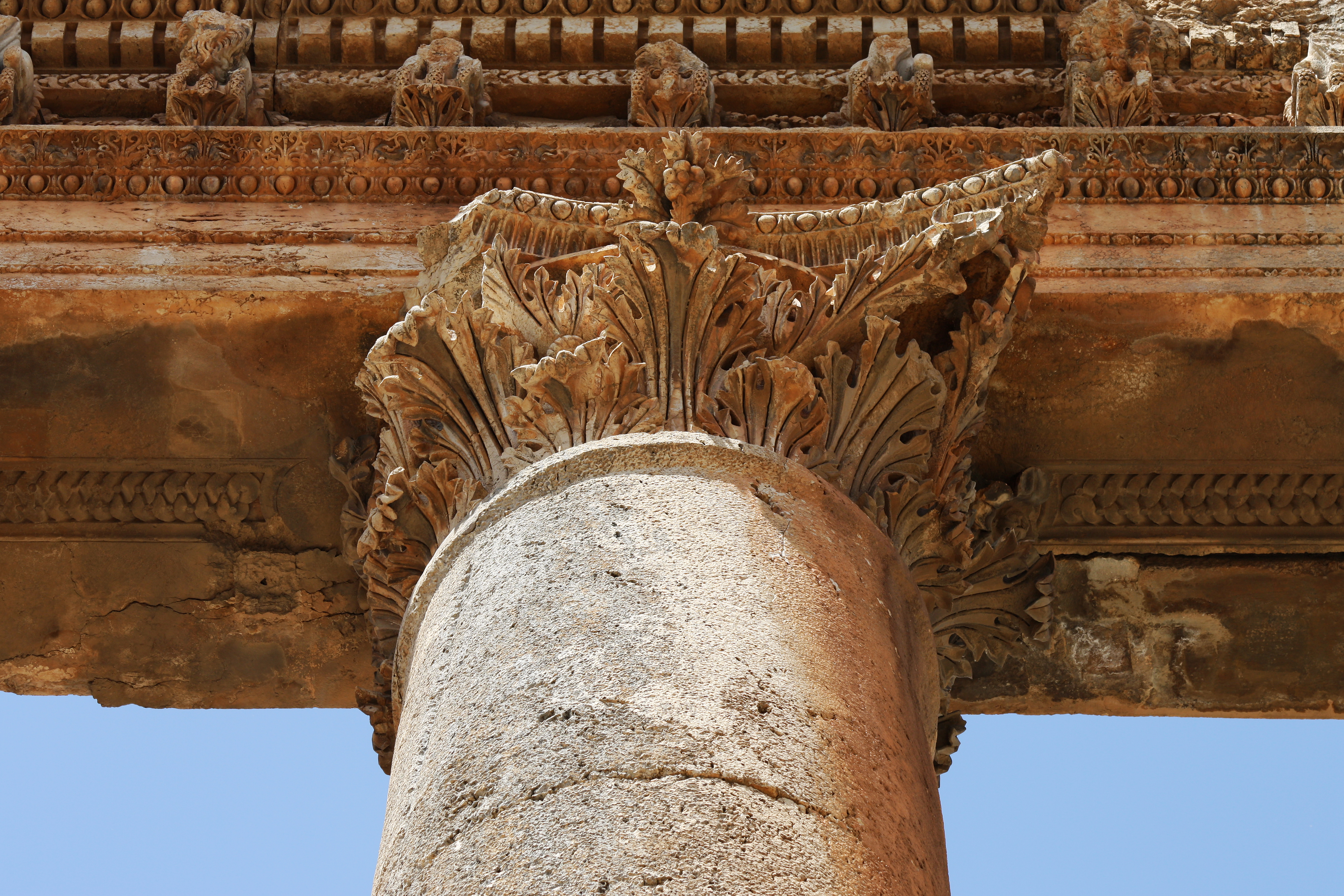
Detall d'un capitell corinti

El temple comparteix elements de diverses èpoques. La planta i l'ordenació urbana del conjunt tenen influències grecoromanes, així com la decoració escultòrica. El fris estava decorat amb motius de caps de braus i lleons units amb garlandes. No obstant això, altres elements com el pati d'accés amb els altars o els safaretjos per les ablucions denoten un origen indígena anterior a l'època grega. La majoria de la decoració pertany a l'època de Neró, com alguns capitells amb forma d'hèlix entrellaçada, les motllures adornades amb oves i dards, les consoles horitzontals i la banda de greques sota la moldura. El fris recorda a obres perses del segle v aC i té com a referents més propers l'arquitectura grega de Delos i Àsia menor. La teulada estava construïda amb fusta massissa de cedre. Les gàrgoles per a l'evacuació de l'aigua de la pluja i la neu tenien forma de cap de lleó, animal que a vegades estava associat al sol.
El temple de Júpiter apareix representat en nombroses monedes de l'època de Septimi Sever. L'edifici figura en el revers mentre que en l'anvers es mostra el bust de l'emperador. La imatge del temple, col·locat sobre un podi i presentant una perspectiva de tres quarts, va ser gravada també en una moneda de Caracal·la i en una altra de Gal·liè. Totes elles van ser encunyades per emperadors que van realitzar campanyes militars a l'Orient, amb una finalitat política de difusió de la ideologia imperial.